# Wolfgang Capito
Wolfgang Fabricius Köpfel (1478–1541) (* Haguenau, 1478 † Estrasburgo, 4 de Novembro de 1541), foi humanista, teólogo e reformador alemão. Era amigo de Erasmo e um dos líderes da Reforma em Estrasburgo

## Biografia
Era filho de Agnes e Hans Köpfel, que era ferreiro de profissão, e recebeu a educação básica em sua cidade natal e depois estudou na Escola Latina em Pforzheim. Em seguida foi para a Universidade de Ingolstadt, onde se diplomou em Bacharel em Artes, em 1501. Em 1504, entrou na Universidade de Heidelberg, onde estudou Medicina e Direito. Licenciou-se na Universidade de Freiburg em 1511 e em 1515 recebeu o diploma de Doutor em Teologia; foi aí que entrou em contacto com o humanista Jakob Wimpfeling (1450-1528), o jurista Ulrich Zasius (1461-1536) e o teólogo Gregor Reisch (1467-1525).  Teve aulas também com Matthäus Zell e Jakob Sturm (1489-1553), seu futuro defensor em Estrasburgo, bem como Thomas Murner (1475-1537), seu futuro adversário.
Estudou hebraico com Matthaeus Adrianus (1475-1521). Em 1512, o bispo de Speyer o nomeia reitor do Monastério de Bruchsal, e passados três anos, é transferido para a igreja catedral de Basileia (1515). Alí obteve uma cátedra na Universidade de Basileia como professor de teologia, conheceu Ulrich Zwingli (1484-1531) e se dedicou ao estudo de grego e hebraico, assim como dos escolásticos. Se associa a eruditos aliados de Johannes Frobenius (1460-1527) tais como: Johannes Oecolampadius (1482-1531), Conradus Pellicanus (1478-1556), Veit Amerbach (1503-1557) e Johann Amerbach (1440-1513), Beatus Rhenanus (1485-1547) , Desiderius Erasmus.
Em 1518, convence Frobenius a publicar um volume dos escritos de Lutero, que conheceu na Universidade de Wittenberg, e nesse mesmo ano começa a fazer conferências sobre exegese bíblica. Ainda que admirasse o reformador e suas ideias, compartilhava com Erasmo a desaprovação a qualquer radicalismo. Sua fraqueza fez dele merecedor do desprezo de Lutero.
Em 1520 se muda para Mogúncia, tornando-se pregador na catedral e conselheiro e chanceler do arcebispo Alberto de Brandenburgo (1490-1545). Várias vezes tentou negociar a insubordinação de Lutero contra o arcebispo, e para isso, viajou várias vezes até Wittenberg, e discursou diante da Dieta de Worms (1521). Em 1521 convence o arcebispo Alberto a declinar o cargo de inquisidor geral da Alemanha, diante da condenação de Lutero, rompeu com Lutero por causa de suas táticas radicais, visita Wittenberg durante a ausência de Lutero em Wartburg, encontra-se com Melanchthon e impede a publicação do tratado de Lutero contra o "Ídolo de Halle" dirigido contra a renovada venda de indulgências do arcebispo Alberto.
Em 1522 visita Wittenberg e se reconcilia com Lutero. Em 1523, acompanhou Alberto na Dieta de Nuremberg e algumas correspondências entre Capito e Lutero são publicadas sem a sua autorização; ele renuncia ao cargo na corte de Alberto, e se muda definitivamente para Estrasburgo.  Incapaz de conciliar a fé católica com a novas ideias de reforma, converteu-se (1524) num dos líderes do culto reformado, junto com Matthäus Zell (1477-1548), Kaspar Hedio (1494-1552) e Martinus Bucerus (1491-1551).
Teve um papel de destaque nas controvérsias eclesiásticas de sua época, participando na Segunda Conferência de Zurich e na Disputa de Marburgo.  Foi, assim mesmo, co-autor, junto com Martinus Bucerus, da Confissão Tetrapolitana (1530), apresentada diante do imperador Carlos V na Dieta de Augsburgo (1530) como alternativa para a Confissão de Augsburgo (1530), redigida por Melanchthon. Esteve também presente no Sínodo de Berna (1532), no Colóquio de Worms (1540) e na Dieta de Rastisbona (1541). A princípio se mostrou conciliador com os anabatistas, porém, em 1534, declarou-se decididamente contrário ao movimento.
Capito estava mais preocupado com a unidade espiritual do que com as formulações dogmáticas. Seus esforços para conciliar luteranos e zwinglianos o tornaram suspeito diante dos olhos de ambos os grupos, tanto que a sua intimidade com Martin Cellarius (1499-1564) e membros da Escola Sociniana o levaram a ser acusado de Arianismo.

## Família
Em 1 de Agosto de 1524 Capito casou com Agnes Röttele, que pertencia a uma família das mais distintas em Estrasburgo. Ela morreu em 1531. Em 1532, ele casa em segundas núpcias com Wibrandis Rosenblatt (1504-1564), viúva de Johannes Oecolampadius (1482-1531), a qual, diante de seu falecimento, ela se casou com o terceiro líder da reforma, Martin Bucer (1491-1551). Capito morreu em 1541 flagelado pela peste.

## Obras
- Ad reverendissimum atque illustrissimum principem, D. Albertum Archiepiscopum Moguntinum, Basileia 1519
- An gemeinde stend, jetzund zu Speier versamlet (1526).
- Antworten auf Bruder Conrads Vermahnung (1524).
- Antwurt D. Wolffgang Fab. Capitons auff Bruder Conradts Augustiner ordens Provincials Conrad Treger vermanung, so er an gemein Eidgnoschafft jüngst geschriben hat. Estrasburgo 1524 Volltext in der Google Buchsuche
- Appellatio sacerdotum maritorum urbis Argentinae adversus excommunicationem episcopi, Estrasburgo 1524
- Appellation der eelichen Priester, von der vermaynten Excommunication, des Bischoffen zu Estrasburgo, Estrasburgo 1524
- Berner Synodus. Ordnung wie sich pfarrer und prediger...halten söllen, Basileia 1532
- Daß die Pfafheit schuldig sey burgerlichen Eyd zu thun on Verletzung ihrer Eeren , Estrasburgo 1524 Volltext in der Google Buchsuche
- Divi Io. Chrysostomi Homilia, De Eo Quod Dixit Apostolus, Utinam Tolerassetis Paululum Quiddam Insipientiae Meae / Fabritio Capitone Interprete (1519).
- Doctor Capito, Mathis Zellen unnd ander Predicanten zu Estrasburgo warhafftige Verantwortung, Estrasburgo 1526
- Ein wunderbar Geschicht ... so sich an ein Widertäuffer genannt Claus frey zutragen, Estrasburgo 1534
- Enarrationes in Habacuc et Hoseam Prophetas (1527).
- Entschuldigung warumb er Burger worden, Estrasburgo 1523
- Epistola ad Huldericum Zuinglium, Estrasburgo 1526
- Hebraicarvm Institvtionvm Libri Duo, Basileia 1518, 1525 (gramática hebraica)
- Hosea, der Prophet…verteutscht, Estrasburgo 1527
- In Habakuk Prophetam V, Estrasburgo 1526
- Institutionum Hebraicarum libri duo (1518).
- Kinder bericht und fragstuck von gemeynen puncten Christlichs glaubens, Basileia 1527
- Kinderbericht…vom Glauben (1529).
- Responsio de missa, matrimonio et jure magistratus officius in religione;
- Uma versão em grego da Ilíada, onde ele se autodenomina volfivs cephalaevs ou wolfius cephalaeus
- Uma Vita Oecolampadius, escrita com Simon Grynaeus, publicada em Estrasburgo, em 1617
- Verwarnung der diener des wortes, und der brüder zu Estrasburgo an die brüder von Landen und Stetten gemeiner Eidgenossschafft. Wider die Gotslesterige Disputation bruder Conradts Augustiner. Estrasburgo 1524
- Was man halten soll von der Spaltung zwischen Martin Luther unnd A. Carolstadt, Estrasburgo 1524 Volltext in der Google Buchsuche